# Elias de Almeida Ward
Elias de Almeida Ward (Avaré, 11 de janeiro de 1925 — Avaré, 19 de fevereiro de 2013) foi um contabilista, administrador de empresas, jornalista, radialista e empresário brasileiro.
Casado com a poetisa e radialista Marília Pires (irmã de Herculano Pires).
Durante mais de 40 anos foi secretário da prefeitura e da Câmara Municipal) de Avaré, diretor de diversos clubes esportivos e recreativos no município.
Muito ativo recebeu muitos títulos como: “Cidadão Benemérito de Avaré”, “Cidadão Imprensa”, sócio honorário do Lions e Rotary Clube. Fundador e sócio proprietário da “Rádio Avaré” (AM-1570 kHz), uma das mais antigas rádios do interior paulista, onde exerceu a função de radialista.
Idealizador da tradicional “Corrida de São Silvestre de Avaré”, é realizada desde 31 de dezembro de 1946 (78 anos), a mais antiga dos municípios do interior.

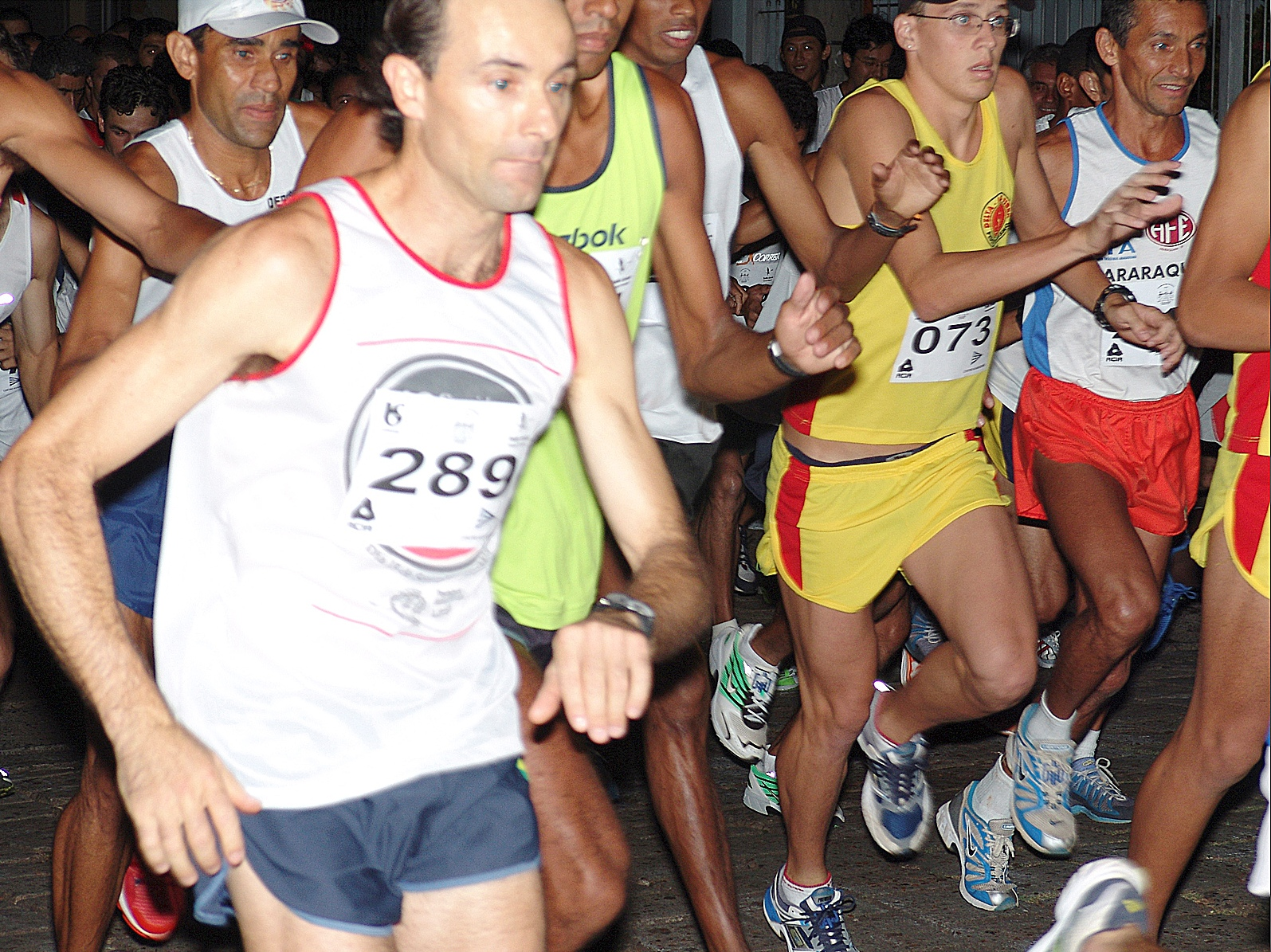
Idealizador da "Corrida de São Silvestre de Avaré" - Foto da corrida de 2005

Incentivador junto com o idealizador Mano Nogueira, em 1964, da primeira Exposição Municipal Agropecuária de Avaré – EMAPA. Fundador do Clube Avareense de Cinema – CAC.
Um dos fundadores da APAE de Avaré. Como chefe do cerimonial em eventos oficiais apresentou altas autoridades como presidentes da República e governadores de estados.
Em setembro de 2009 recebe a "Medalha Maneco Dionísio".